# Szabadi Vilmos
Szabadi Vilmos (Budapest, 1959. március 10.)  A Magyar Állam Érdemes Művésze, Liszt Ferenc-díjas magyar hegedűművész, habilitált egyetemi docens. Hangszere egy cremonai mesterhegedű – Laurentius Storioni 1778-ból, a Magyar Állam kollekciójából való.

## Tanulmányai és tanári tevékenysége
Tanulmányait a Liszt Ferenc Zeneművészeti Főiskolán Halász Ferenc irányítása alatt 1983-ban fejezte be és egy évvel később, már az intézmény legfiatalabb tanáraként tanított. Posztgraduális tanulmányait Ruggiero Riccinél, Végh Sándornál és Fenyves Lorándnál végezte.
1982-ben a Magyar Rádió által rendezett Hegedűverseny győztese. 1983-ban a Hubay Jenő Hegedűverseny első díjasa, illetve mindkét versenyen elnyerte a zsűri különdíját is. 1985-ben, Finnországban harmadik lett a Jean Sibeliusról elnevezett nemzetközi hegedűversenyen.

## Pályája

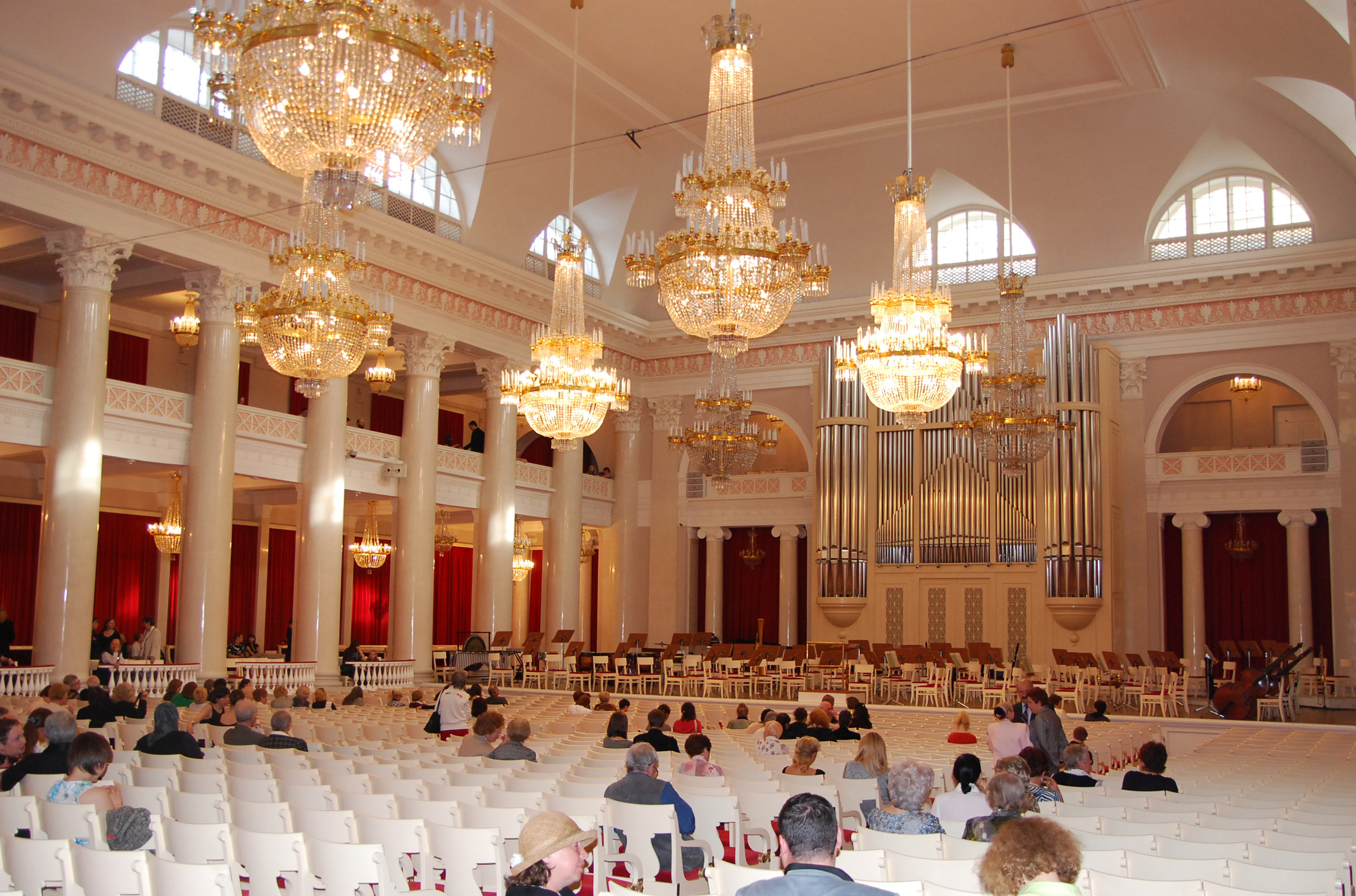
A Szentpétervári Filharmonikusok Nagyterme

Világkarrierje 1988-ban indult: a Royal Festival Hall Bartók Béla tiszteletére rendezett gálakoncertjén Bartók: 2. hegedűversenyét játszotta Solti Györggyel és a London Philharmonic Orchestra-val, ezt a BBC és a Decca rögzítette, majd a Philips világszerte megjelentette.
1990-ben a londoni Royal Filharmonikus Zenekar-, 1992-ben a BBC Philharmonic-, majd az Ír Koncert Zenekarral lép fel. Október 22-én egyetlen magyar állampolgárként játszott – Msztyiszlav Rosztropovics, Plácido Domingo, Kiri Te Kanawa és Jeffray Tate társaságában – Solti György 80. születésnapi koncertjén a Buckingham-palotában, a teljes brit uralkodóház jelenlétében.
1999-ben és 2002-ben Dohnányi két hegedűverseny, valamint a fiatalkori Bartók szonáta felvételeivel (HUNGAROTON) elnyeri a legnagyobb presztízsű MIDEM hanglemez díjat, amit a nemzetközi zsűri több mint 1000 CD felvételből választott ki a Cannes-ban, Franciaországban.
1995-ben a spanyol uralkodóház Stradivari hegedűjén játszott. 1996-ban a HUNGAROTON Classic – egyetlen magyar hegedűművészként – exkluzív szerződést kötött vele. Napjainkig 60 CD/LP/CDV jelent meg a nevével fémjelezve. YouTube oldalán pedig több mint 200 videó felvétel található a közreműködésével.
A világ legjelentősebb nemzetközi hegedűversenyek zsűrijeinek tagja: mint a hannoveri Joachim verseny, ami Európa legnagyobb  és Szingapúrban, mint dél-Ázsia legnagyobb versenyein. Zsűrizett még Finnországban, Olaszországban, Vietnámban és Japanban. Itthon, az első Bartók nemzetközi hegedűverseny alapítója és zsűrijének a tagja. 
1999-ben megalakította a Wiener Belvedere Trio kamaraegyüttesét két Bécsi Filharmonikus, Elmar Landerer és Nagy Róbert társaságában.
Az elmúlt évek folyamán számtalan mesterkurzust adott világszerte, Európában, a Távol-Keleten, Dél-Ázsiában, valamint az Egyesült Államokban, Kanadában. 
A világ legjelentősebb nemzetközi hegedűversenyek zsűrijeinek tagja: mint a hannoveri Joachim verseny, ami Európa legnagyobb  és Szingapúrban, mint dél-Ázsia legnagyobb versenyein. Zsűrizett még Finnországban, Olaszországban, Vietnámban és Japanban. Itthon, az első "Bartók Világverseny" nemzetközi hegedűverseny alapítója és zsűrijének a tagja. 
Tanulmányait a Liszt Ferenc Zeneművészeti Főiskolán Halász Ferenc irányítása alatt fejezte be és egy évvel később, 1983-ban már az intézmény legfiatalabb tanáraként tanított, ahol mindmáig az intézmény tanára. 
Posztgraduális tanulmányait Ruggiero Riccinél, Végh Sándornál és Fenyves Lórántnál végezte.

### Jelentősebb koncertfellépései
- Magyarország – Bartók Béla Nemzeti Hangversenyterem, Zeneakadémia , BMC,
- Ausztria – Wiener Konzerthaus, Musikverein, Mozarthaus St. Gilgen, Mirabell Schloss Salzburg, Brucknerhaus Linz, Musikverein Graz
- Belgium – Brüsszel: St. Michel-színház
- Anglia – London: Wigmore Hall, Barbican Centre, és Royal Festival Hall; BBC, Manchester: Royal Northern College of Music, Nottingham, Hall,
- Wales – Cardiff: St.David's Hall
- Írország – Belfast: Ulster Hall; Dublin: National Concert Hall
- Franciaország – Párizs: Châtelet, Conservatoire, Museé D'Orsay
- Oroszország – Moszkva, Bolsoj Zal, Szentpétervár Bolsoj Zal
- Hollandia – Concertgebouw, Rotterdam, Nijmegen
- Olaszország – torinói RAI Auditorium, Bergamo, Bari
- Spanyolország – madridi Auditorio Nacional, Fundación Juan MarchZaragoza Mozart Saal, Valladolid, Palacio de Festivales Santander, Palacio Butin Santander
- Németország – Stuttgart- Liederhalle (Mozart/Beethoven Halls), München Bayerische Rundfunk, Norddeutscher Rundfunk Hamburg
- Finnország – Helsinki: Finlandia Hall, Turku, Kuhmo, Lohja, Jyväskylä, Kajaani, Oulu, Kokkola, Kuopio, Mikkeli, Pori, Kotka
- USA – New York, Washington, Cleveland, Bloomington
- Kanada: Toronto, Montréal,
- Izrael - Jeruzsálem, Tel-Aviv
- Libanon
- Dél-Korea: Szöul, Pousan, Daegu
- Tajvan: National Concert Hall Taipei
- Törökország: Isztambul
- Japán: Tokió, Nagoja, Szapporo, Gifu Salamanca Hall,
- Szingapúr
- Vietnám: Hanoi, Saigon
- Chile: Santiago de Chile

### Díjai
- 1992 – Liszt Ferenc-díj
- 1999 és 2002 – Két Midem nagydíj (a franciaországi Cannes-ból, (A Dohnányi Ernő hegedűversenyeit és Bartók Béla fiatalkori szonátáit tartalmazó CD-vel, a Szóló/Versenymű kategóriában.)
- 1999 – Hungaroton díj
- 2020 – Érdemes művész
- Bartók Béla–Pásztory Ditta-díj
- Príma-díj